# 人工智能效应
当人们对人工智能程序的运行不以为然，说它不是“真正的”智能时，就会出现人工智能效应。
作家帕梅拉·麦考达克写道：“这已成为人工智能史的一部分，每当有人想出怎样让计算机做到某事——下一手好棋、解决简单但相对非正式的问题——都会引来一众批评:“那不是思考”。” 研究员罗德尼·布鲁克斯抱怨：“每次我们弄清楚了哪部分，哪部分就不再神奇；我们就说，”哦，那不过是种算法而已。”” 

## 定义
“人工智能效应”就是这样一种思维模式，它使得人工智能趋向于被重新定义为：“人工智能是任何未竟之事”。这是一种普遍存在的公众误解，认为一旦人工智能成功解决了某个问题，那么这个解法就不再属于人工智能范畴。盖斯特认为，这种现象得名为“人工智能效应”要归功于约翰·麦卡锡。 
麦考达克称这是一个“奇怪的悖论”，即“实用人工智能一有成果，计算程序其实也做到了智能化，就很快被同化到能用到它们的任何应用领域，进而悄无声息地成为该领域的众多解决方案之一，因此人工智能研究人员就只能处理各种“失败”，啃那些当前啃不动的硬骨头。” 这简直就是典型的朝令夕改。 
特斯勒定理是：
“人工智能是任何未竟之事。” —拉里·特斯勒
道格拉斯·霍夫施塔特和许多其他评论家一样引用过这一定理 。 
在任何问题形式化之前，它们都可以通过含有人工算法的计算模型来表征。问题的计算任务由计算机和人类分别负责：一部分由计算机解决，另一部分由人类解决。这种形式化被称为人类辅助式图灵机。 

## 人工智能应用成为主流
人工智能研究人员开发的软件和算法现在已成为世界各地的许多应用程序的一部分，但它们却并没有被称作人工智能。这种人工智能的应用被低估的现象存在于在计算机国际象棋、 营销、 农业自动化和酒店业等不同领域。 
迈克尔·斯温报告称，“如今，人工智能的进步已不再被大吹大擂，相反，它的进步通常被视为是其他领域的进步”。 “当人工智能变得不那么引人注目的时候，它已经变得更加重要”，帕特里克·温斯顿说。 “如今，几乎找不到任何一个大的系统不使用或不部分使用人工智能领域中发展起来的或发展成熟的想法。” 
斯托勒·亨克表示：“尽管人工智能技术已经广泛使用在各类软件中，但人工智能为应用软件带来的强大实用性，甚至其在软件产品中的存在性，都很大程度上被许多人忽视。这就是人工智能效应。许多公司的营销人员也不懂得用‘人工智能’这个词来营销，即便他们公司的产品是靠人工智能技术来运作的。为什么不用呢？” 
马文·明斯基写道：“这一悖论源于这样一个事实：每当人工智能研究项目取得一个实用的新进展时，通常该产品就会迅速衍生成一种新的科学或商业专项，并拥有自己独特的名称。这些名称的改变会导致局外人质疑，为什么我们在人工智能的核心领域看到的进展如此之少？” 
尼克·博斯特罗姆观察到，“许多尖端人工智能已经渗透到一般应用中，通常不会被称为人工智能，因为一旦某些东西变得足够有用和足够普遍，它就不再被贴上人工智能的标签了。” 
人工智能效应对供应链风险管理决策的影响是一个非常缺乏研究的领域。 
为了避免人工智能效应，《IEEE 软件》的编辑们在关于人工智能和软件工程的特刊中建议，一开始就不要过度推销——也不要炒作——且一开始就制定可以实现的目标。 
《原子科学家公报》这一组织将人工智能效应视为全球战略军事威胁。 他们指出，它掩盖了这样一个事实：冷战期间人工智能的应用已经进入美国和苏联军队。 双方都开发了为人类提供有关武器部署建议的人工智能工具，但在此期间使用量非常有限。 他们认为，用这种不断变化的定义来识别人工智能，长远看来，会令人们对当前存在的国家安全威胁视而不见。 
一些专家认为，随着人工智能的不断进步，各类反对意见也会不断产生，公众的期望也会不断被重新定义，人工智能效应也将会持续存在。   一些人还认为，人工智能效应将会持续放大，直到人工智能这一专业领域彻底消失。 

## 人工智能的冬天带来的后遗症
许多人工智能研究人员发现，如果他们避免沾上“人工智能”的坏名声，假装他们的工作与智能毫不相干，他们可以获得更多资金并销售更多软件。在 20 世纪 90 年代初，第二个“人工智能的冬天”期间尤其如此。
2006 年，帕蒂·塔斯卡雷拉写道：“有些人认为“机器人技术”这个词其实含有贬义，会降低公司获得投资的机会。” 

## 为人类在生物链的顶端保留一席之地
迈克尔·卡恩斯表示，“在宇宙中可以扮演某种特殊角色，是人类在潜意识里试图为自身保留的特权”。 通过忽视人工智能，人类可以继续感到别具一格且卓尔不群。卡恩斯认为，系统中原有的神秘不复存在引起了”人工智能效应”这种感知变化。一旦追本溯源，谜因得解，便意味着它不再是一种智能，而只是一种自动化。
类似效应在动物认知的历史和意识研究中也早已有迹可循，每次在动物身上发现一种从前被认为是人类特有的能力（例如制造工具，或通过镜子测试），那么这种能力的整体重要性便会被贬损。
赫伯特·A·西蒙在被问及为什么人工智能方面的新闻报道不多时说道：“人工智能之所以与众不同，是因为这一概念本身会让一些人心生真实的恐惧与抵触，会有强烈的情绪反应。不过也没关系。我们还是会适应的。” 
1987 年，穆勒提出将人工智能与人类智能进行比较，创造了人类级别机器智能的标准。 然而，无论如何选用不同的人作为标准，都逃不脱人工智能效应。 

第六场比赛

## 深蓝击败卡斯帕罗夫
1997年，当IBM的国际象棋计算机“深蓝”成功击败加里·卡斯帕罗夫时，公众对下棋的看法便从一项艰巨的脑力任务转变为一项常规操作。 
公众抱怨深蓝只是使用了“蛮力”，并不是真正的智能。 值得注意的是，人工智能先驱、“人工智能”一词的创始人约翰·麦卡锡对深蓝感到失望。他形容这只是一台暴力机器，对游戏毫无任何深入的了解。麦卡锡还批判了人工智能效应的广泛性（“一旦它发挥作用，就没有人再称其为人工智能”   :12），尽管这种情况下，深蓝并不算一个很好的例子。 

另一方面，弗雷德·A·里德写道：
“人工智能的支持者们经常面临的一个问题是：当我们知道机器是如何"智能的"做到一些事情时，它就不会再被认为是智能的了。但如果我击败了世界象棋冠军，那我肯定会被视作绝顶聪明。” 

## 也可以看看
- 没有真正的苏格兰人
- 中式房
- 酶联免疫吸附试验效果
- 功能主义（心灵哲学）
- 缝隙之神
- 幻觉（人工智能）
- 人工智能的历史
- 莫拉维克悖论
- 移动球门柱

## 笔记
1. ↑  Haenlein, Michael; Kaplan, Andreas. . California Management Review. 2019, 61 (4): 5–14. S2CID 199866730. doi:10.1177/0008125619864925.
2. ↑  McCorduck 2004
3. ↑  Kahn, Jennifer. . Wired. Vol. 10 no. 30. March 2002  [24 Aug 2008]. （原始内容存档于2023-12-13）.
4. 1 2 3 4 5  Geist, Edward. . Bulletin of the Atomic Scientists (Taylor & Francis). 2016, 72 (5: The psychology of doom): 318–321  [2024-01-25]. Bibcode:2016BuAtS..72e.318G. S2CID 151967826. doi:10.1080/00963402.2016.1216672. Bulletin of the Atomic Scientists. （原始内容存档于2023-06-17）.
5. ↑  McCorduck 2004
6. ↑   Nadin, Mihai. . AI & Society (Springer Science and Business Media LLC). 2023. ISSN 0951-5666. S2CID 259041703. doi:10.1007/s00146-023-01695-0.
7. ↑  As quoted by Hofstadter (1980). Larry Tesler actually feels he was misquoted: see his note in the "Adages" section of .
8. 1 2  Bhatnagar, Roheet; Tripathi, Kumar; Bhatnagar, Nitu; Panda, Chandan. . Hoboken, NJ, US: Scrivener Publishing LLC (John Wiley & Sons, Inc.). 2022: 143–170. ISBN 978-1-119-82346-9. OCLC 1314054445. doi:10.1002/9781119823469. ISBN 9781119823339.
9. ↑  Dafna Shahaf and Eyal Amir (2007) Towards a theory of AI completeness. Commonsense 2007, 8th International Symposium on Logical Formalizations of Commonsense Reasoning （页面存档备份，存于）.
10. 1 2  McCorduck 2004
11. 1 2  Stottler Henke. .   [2009-02-23]. （原始内容存档于2008-05-09）.
12. ↑  Xiang (编).  (PDF). Cham, Switzerland: Springer International Publishing. 2020: 1945  [2024-01-25]. ISBN 978-3-030-05324-6. doi:10.1007/978-3-030-05324-6. （原始内容存档 (PDF)于2023-08-21）. Editors list列表中的|first2=缺少|last2= (帮助); Editors list列表中的|first4=缺少|last4= (帮助)
13. ↑  Swaine, Michael. . Dr. Dobbs. September 5, 2007  [2024-01-25]. （原始内容存档于2023-05-15）.
14. ↑  Marvin Minsky. . （原始内容存档于2009-06-28）.
15. ↑  Quoted in . CNN.com. July 26, 2006  [2024-01-25]. （原始内容存档于2023-07-16）.
16. ↑  Nayal, Kirti; Raut, Rakesh; Priyadarshinee, Pragati; Narkhede, Balkrishna Eknath; Kazancoglu, Yigit; Narwane, Vaibhav. . The International Journal of Logistics Management. 2021, 33 (3): 744–772. S2CID 237807857. doi:10.1108/IJLM-12-2020-0493.
17. ↑  Carleton, Anita; Harper, Erin; Menzies, Tim; Xie, Tao; Eldh, Sigrid; Lyu, Michael. . IEEE Software (Institute of Electrical and Electronics Engineers (IEEE)). 2020, 37 (4): 26–35. ISSN 0740-7459. S2CID 220325485. doi:10.1109/ms.2020.2987666.
18. ↑  Stone, Peter; Brooks, Rodney; Brynjolfsson, Erik; Calo, Ryan; Etzioni, Oren; Hager, Greg; Hirschberg, Julia; Kalyanakrishnan, Shivaram; Kamar, Ece. . Stanford, CA: Stanford University.   [September 6, 2016]. （原始内容存档于2023-12-02）.
19. ↑  Press, Gil. . Forbes Magazine. 2022  [2024-01-25]. （原始内容存档于2023-01-18）.
20. 1 2  Bjola, Corneliu. . Oxford Development Studies (Routledge). 2022, 50 (1): 78–90. S2CID 238851395. doi:10.1080/13600818.2021.1960960 .
21. ↑  Patty Tascarella. . Pittsburgh Business Times. August 11, 2006  [2024-01-25]. （原始内容存档于2014-03-26）.
22. ↑  Flam, Faye. . Philadelphia Inquirer. January 15, 2004. available from Philly.com
23. ↑  
Reuben L. Hann. . Gateway. 1998, IX (2): 12–13. （原始内容存档于February 25, 2015）. (Gateway is published by the Crew System Ergonomics Information Analysis Center, Wright-Patterson AFB)
24. 1 2  Hernandez, Jose. . Workshop on Evaluating Evaluation of AI Systems, AAAI Conference on Artificial Intelligence. AAAI (Association for the Advancement of Artificial Intelligence). 2020.
25. ↑  Stone, Peter; Brooks, Rodney; Brynjolfsson, Erik; Calo, Ryan; Etzioni, Oren; Hager, Greg; Hirschberg, Julia; Kalyanakrishnan, Shivaram; Kamar, Ece. . Stanford, CA: Stanford University.   [September 6, 2016]. （原始内容存档于2023-10-01）.
26. 1 2  Vardi, Moshe. . Communications of the ACM. 2012, 55 (1): 5. S2CID 21144816. doi:10.1145/2063176.2063177 .
27. ↑  Bostrom, Nick.  1. Oxford University Press (OUP). 2014. ISBN 978-0-19-967811-2. LCCN 2013955152.
28. ↑  Reed, Fred. . The Washington Times. 2006-04-14  [2024-01-25]. （原始内容存档于2023-07-15）.